# Women's Organization of Iran

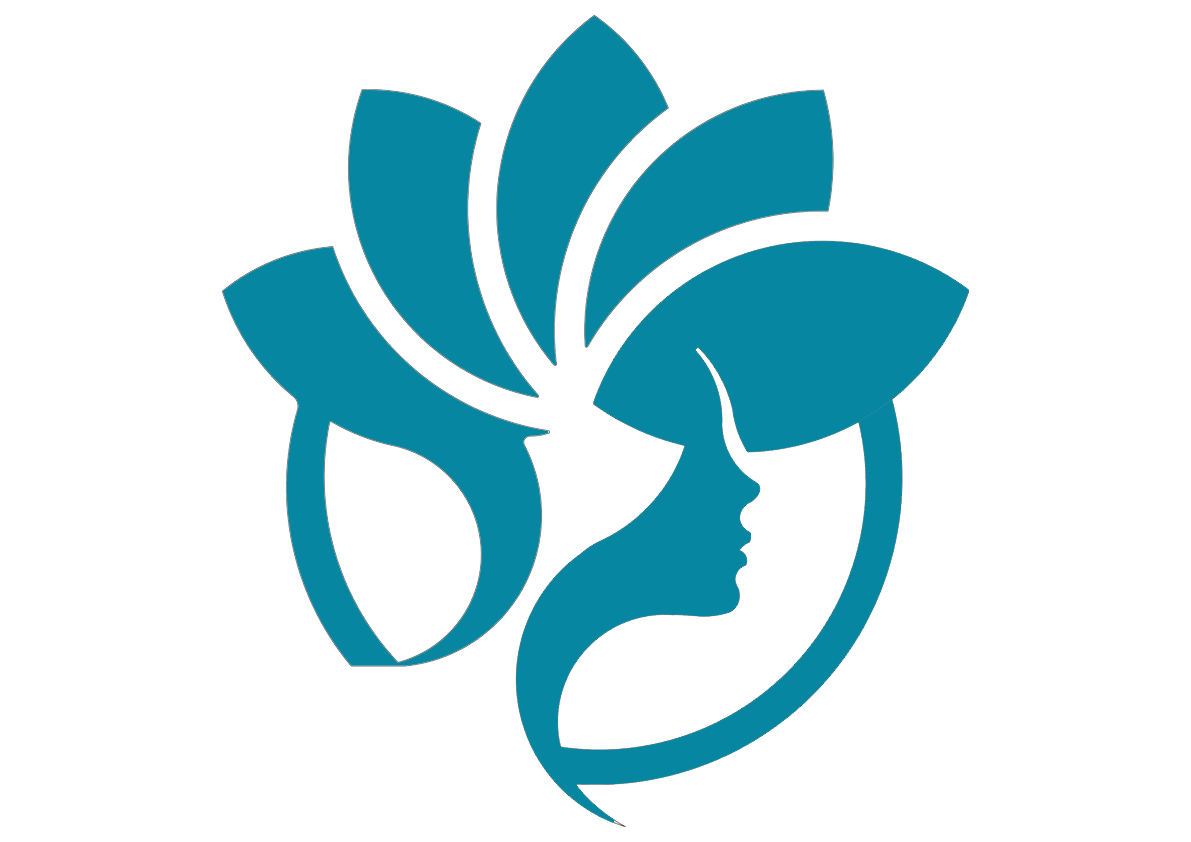

Women's Organization of Iran (WOI) var en organisation för kvinnors rättigheter i Iran, grundad 1966. 

## Historik
På 1950-talet var Irans kvinnorörelse splittrad i många små föreningar efter upplösningen av Kanoun-e-Banovan 1937. Det fanns ett behov i kvinnorörelsen att förena sig för att uppnå sina mål. Samtidigt fanns det också ett behov hos den kungliga regimen att ta kontroll över kvinnorörelsen i egenskap av politisk rörelse. År 1959 formade shahens syster Ashraf Pahlavi paraplyorganisationen High Council of Women's Organizations of Iran. Denna organiserade valet av 5000 ledamöter, som 19 november 1966 omvandlade 55 av Irans kvinnoföreningar till en stor förening, Women's Organization of Iran eller WOI. 
WOI var en frivilligorganisation med lokalföreningar och kontor över hela landet: år 1975 uppgick dessa till 349 lokalföreningar och 120 kvinnocenter. WOI var verksam för att stödja och arbeta för regimens policy i kvinnofrågor. Detta tillfredsställde samtidigt kvinnoaktivisternas mål, eftersom regimens policy i kvinnofrågor var progressiv i enlighet med det moderniseringsprogram som är känt som den vita revolutionen. Föreningen var framgångsrik och verksam inom hälsa, juridik, utbildning, välfärd; höll kurser för att motarbeta analfabetism bland kvinnor, yrkesträning, familjeplanering och juridisk rådgivning. 
WOI upplöstes efter den iranska revolutionen 1979, då islamisterna inte delade den tidigare regimens stöd för lika rättigheter mellan män och kvinnor. 